# Nanisme primordial
Le nanisme primordial (NP) est une forme de nanisme qui se traduit par une taille corporelle plus petite à tous les stades de la vie et déjà avant la naissance. Plus précisément, c’est une catégorie de diagnostic qui comprend des types spécifiques de nanisme bien proportionné, dans lequel les individus sont extrêmement petits pour leur âge, même en tant que fœtus. Certains individus atteints de nanisme primordial ne sont pas diagnostiqués avant l’âge de 3 à 5 ans environ.
Habituellement c’est à l’occasion d’une échographie que les professionnels de la santé diagnostiquent que le fœtus est petit pour son âge gestationnel ou qu’il présente un retard de croissance intra-utérin. En général, les individus atteints de nanisme primordial naissent avec un poids très faible. Après la naissance, c’est à un rythme beaucoup plus lent que la croissance se poursuit, et elle les laisse perpétuellement en retard de plusieurs années sur les enfants de leur âge en taille et en poids.
La plupart de ces cas de petite taille sont dus à des troubles du squelette ou du système endocrinien. Les cinq sous-types de nanisme primordial comptent parmi les formes les plus graves des deux cents types de nanisme.
Contre le nanisme primordial il n’existe pas encore de traitement efficace et il est rare que les sujets qui en sont atteints dépassent l'âge de 30 ans. Dans le cas du nanisme microcéphalique ostéodysplasique primordial (MOPD de type 2 (MOPDII), il peut y avoir un risque accru de problèmes vasculaires capables d’entraîner une mort prématurée.

## Causes
On sait que le nanisme primordial est dû à l’héritage d’un gène mutant chez chacun des parents. Dans ce désordre l’absence de croissance normale n’est pas due à une insuffisance de production de l’hormone de croissance, comme dans le nanisme hypophysaire et l’administration d’hormone de croissance n’aura donc que peu ou pas d’effet, sauf dans le cas du syndrome de Russell-Silver (SRS). Les individus qui en sont atteints réagissent favorablement au traitement à l’hormone de croissance et, s’ils sont traités enfants à l’hormone de croissance avant la puberté, leur taille peut gagner quelques bons centimètres. En janvier 2008 des études ont été publiées montrant que des mutations dans le gène de la péricentrine (PCNT) peuvent être à l’origine d’un nanisme primordial. La péricentrine est impliquée dans la division cellulaire, la disjonction des chromosomes et la cytokinèse.
Un autre gène a été mise en cause dans cette maladie : l’ADN2 et les mutations de ce gène ont été impliquées dans le syndrome de Seckel.

## Diagnostic
Du fait que les troubles du nanisme primordial sont extrêmement rares, l’erreur de diagnostic est fréquente. Comme les enfants qui en sont atteints ne grandissent pas comme les autres enfants, dans un premier temps on peut rendre responsable une mauvaise alimentation, un trouble métabolique ou un trouble digestif. Un diagnostic de nanisme primordial peut ne pas être posé avant l'âge de 5 ans quand il devient évident que l'enfant a bien un nanisme sévère.